# La Bazoche-Gouet

La Bazoche-Gouet este o comună în departamentul Eure-et-Loir, Franța. În 1 ianuarie 2022 avea o populație de 1.230 de locuitori.